# Doryctes fernandopoensis
Doryctes fernandopoensis är en stekelart som beskrevs av Roy D. Shenefelt och Marsh 1976. Doryctes fernandopoensis ingår i släktet Doryctes och familjen bracksteklar. Inga underarter finns listade i Catalogue of Life.